# Les Francis
Pour les articles homonymes, voir Francis.
Pour plus de détails, voir Fiche technique et Distribution.
Les Francis est un film français réalisé par Fabrice Begotti, sorti en 2014. Coproduit par Save Ferris Production et La Petite Reine, ce film est une comédie d'aventure se situant principalement en Corse et faisant référence et hommage aux comédies des années 1980, dont le style se trouve entre La Chèvre et Very Bad Trip.

## Synopsis
Jeff, Medhi, Seb et Willy, 35 ans partent en Corse pour Fozzano. Ces quatre amis d'enfance sont liés par une promesse mais se retrouvent victimes d'un quiproquo dès leur arrivée sur l'île de Beauté. Le voyage qui se voulait initiatique se transforme en course poursuite infernale,.

## Fiche technique
- Réalisation : Fabrice Begotti
- Scénario : Jean-Charles Felli, Fabrice Begotti, Pierre-Marie Mosconi
- Musique originale : La Plage
- Producteur : Thomas Langmann, Antoine Robin, Jean-Charles Felli et Christophe Tomas
- Distributeur : Mars Distribution
- Photo : Jean Poisson
- Montage : Thibaut Damade
- Format : couleur - 2,35:1 - 35 mm
- Société de production : Cinéfrance 1888, La Petite Reine, Save Ferris Entertainment
- Pays :  France
- Langue : français
- Genre : comédie
- Durée : 85 minutes (1 heure 25 minutes)
- Dates de sortie : 
  -  France : 23 juillet 2014

## Distribution
- Lannick Gautry : Jean-François « Jeff » Desanti, professeur d'EPS
- Medi Sadoun : Mehdi, trader
- Thomas VDB : Seb, disc jockey
- Cyril Gueï : Willy
- Thierry Neuvic : Dume Campana
- Jacques Dutronc : Orso
- Alice David : Vanina Campana, sœur de Dume
- Jenifer : Laetitia, amoureuse de Dume, amie de Vanina
- Michel Ferracci : Jérôme Campana
- Élie Semoun : lieutenant de gendarmerie Martineau
- François Levantal : capitaine de gendarmerie Boulont
- Claudia Cardinale : Mina, grand-mère de Dume
- Jib Pocthier : Gigi, cousin de Dume
- Alika Del Sol : La Ministre
- Francis Perrin : Jean-Dominique Desanti, grand-père de Jeff
- Grégoire Ludig : un gendarme
- David Marsais : un gendarme
- Pierre-Marie Mosconi : Antoine Campana
- Alexandre de Seze : Employé des Télécoms
- François Bureloup : le commandant de la gendarmerie
- Matisse Quentin : Ange
- Ange Basterga : Gendarme 3
- Jo Fondacci : Vieux 1
- Christian Habani : Vieux 2
- François Berlinghi : Vieux 3
- Gray Orsatelli : Le barman
- Anissa Allali : Bianca
- Pascale Raoux : mère de Willy
- Rodrigo De Oliveira Gabriel : Le prof de danse
- Thomas Bronzini de Caraffa : Commandant pompier
- Elia Blanc : Jeff (10 ans)
- Merwan Baghdadi : Mehdi (10 ans)
- Nathan M'Bo : Willy (10 ans)
- Diego Douillet : Seb (10 ans)
- Martin Siméon : Membre 1
- Franck Lascombes : Membre 2
- Eric Poulain : Cadre 1
- Paul Delaunnoy : Cadre 2
- Jules Ritmanic : L'ado
- Iza Olak : La Russe
- Amélie Tomas : La MILF
- Charlotte Aftassi : La serveuse (non créditée)
- Aziliz Le Guern : ?

## Production

### Tournage
Le film a été tourné principalement :
- Essonne
  - Mennecy
- Val-de-Marne
  - Ormesson-sur-Marne
- Hauts-de-Seine
  - Courbevoie
- Paris
- Corse
  - Ajaccio
  - Bocognano
  - Bonifacio
  - Coti-Chiavari
  - Fozzano
  - Moca-Croce
  - Quenza
  - Solaro
  - Zonza

## Musique
Sauf indication contraire ou complémentaire, les informations mentionnées dans cette section proviennent du générique de fin de l'œuvre audiovisuelle présentée ici.
- Battleships.
- Le Coup de soleil par Richard Cocciante.
- Musique du générique de La Petite Maison dans la prairie (Gigi court à travers champ, à la poursuite de Jeff, Mehdi et Seb).
- Beta love par Ra Ra Riot.
- Futebol (générique de fin).
- Hurtlove.
- A Little Less Conversation par Elvis Presley.
- Fight For Everyone par The Leisure Society (en).
- Fais-moi un chèque de Franck Lascombes, Emmanuel Lipszyc et Sébastien Lipszyc.
- Chill tonic de Franck Lascombes, Emmanuel Lipszyc et Sébastien Lipszyc.

## Autour du film

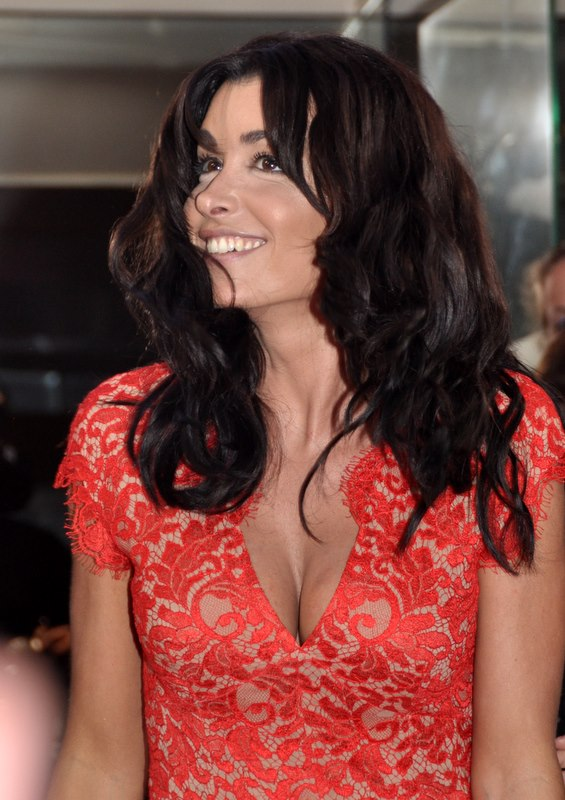
La chanteuse Jenifer, dont c'est le premier long-métrage en tant qu'actrice.

## Analyse